# زبيب

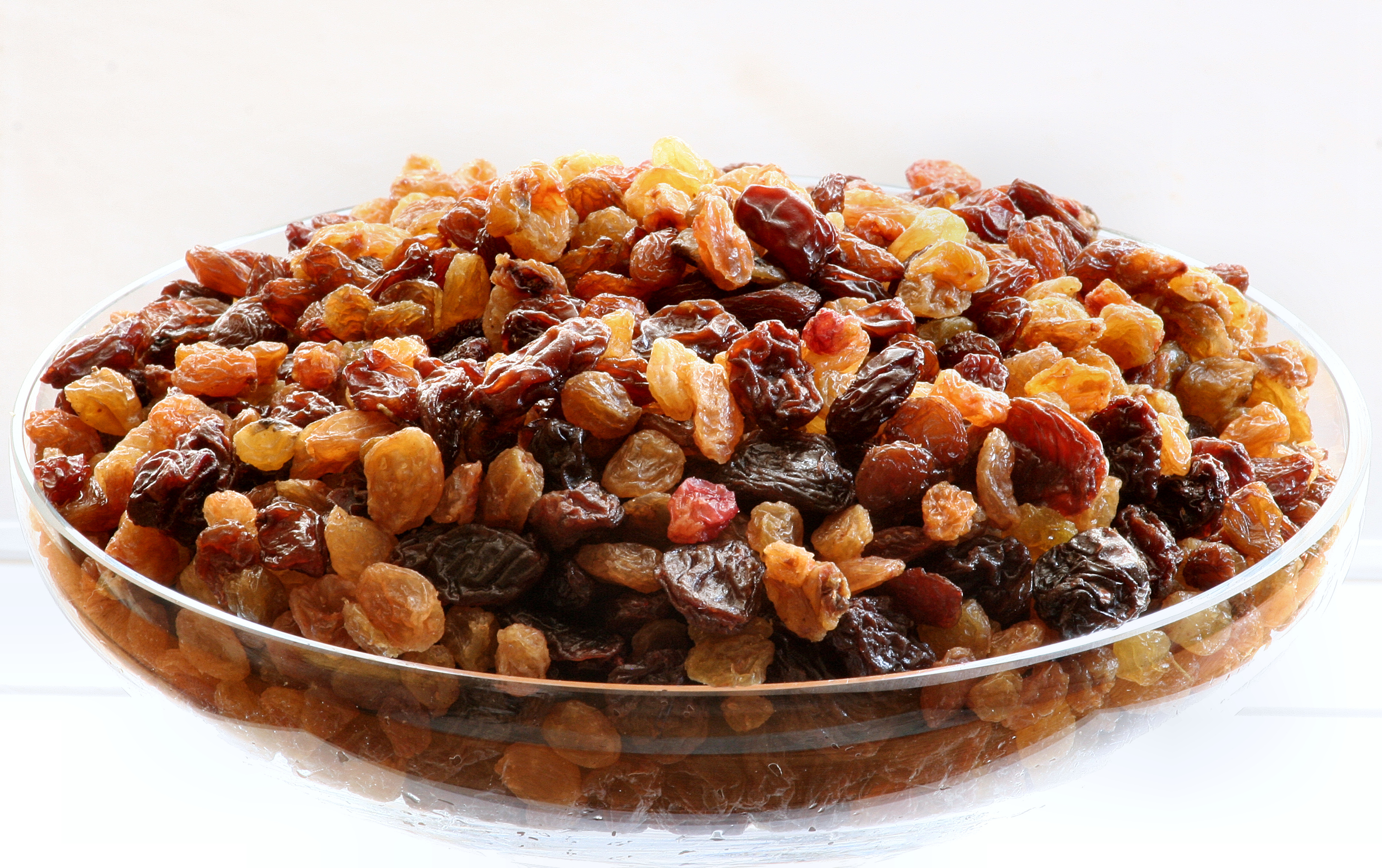
مجموعة متنوعة من الزبيب من أصناف عنب مختلفة.

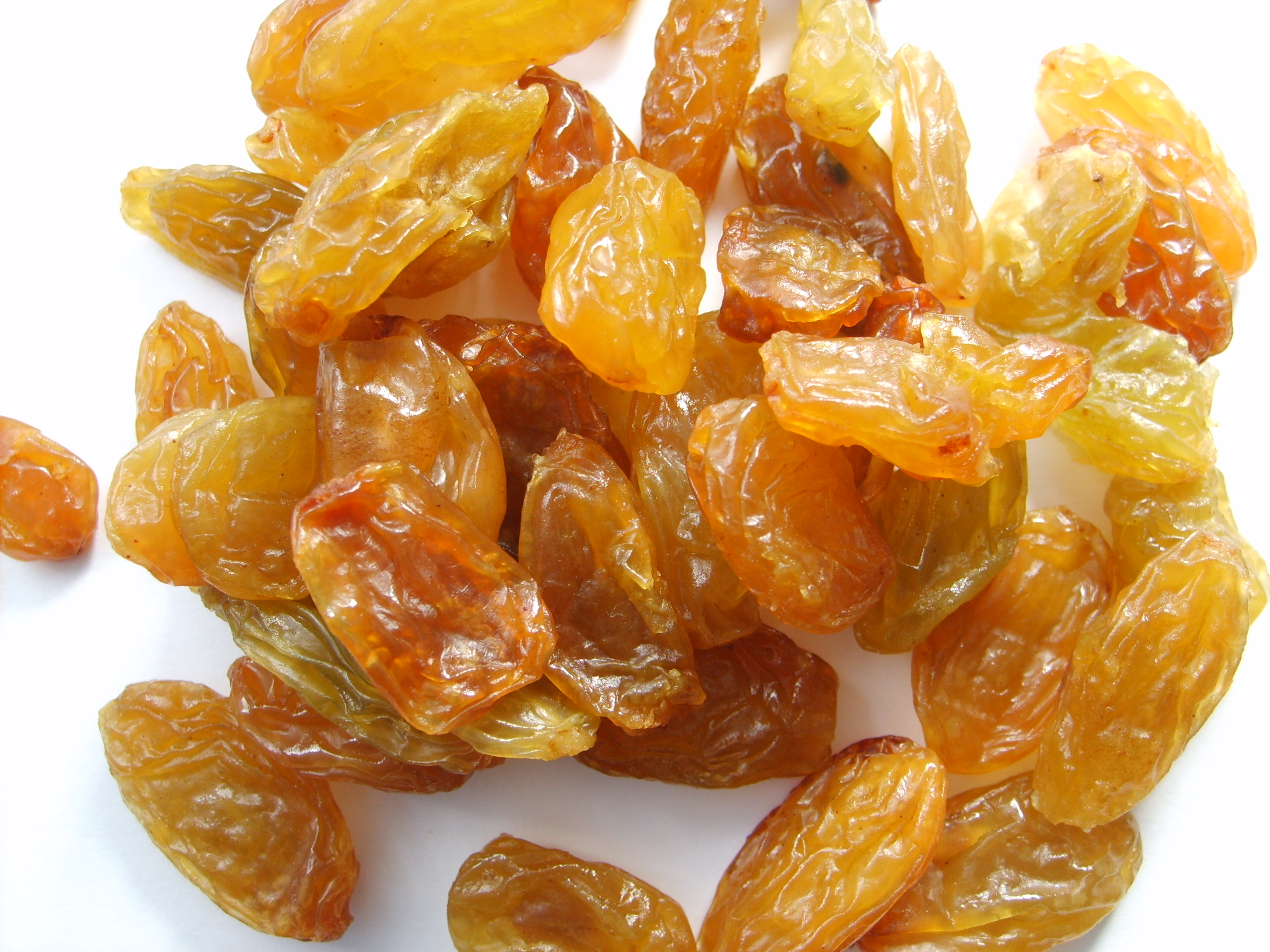
زبيب سلطاني.

الزَّبِيِب، أو الأشلميش باللهجة الشامية هو العنب المجفف
وينتج في مناطق كثيرة من العالم، مثل فلسطين الأردن والولايات المتحدة وأستراليا وتشيلي والأرجنتين والمكسيك واليونان وتركيا وسوريا وإيران وتوغو وجامايكا وجنوب أفريقيا. يختار الزبيب من أنواع العنب ذي السكر العالي واللب المتماسك من ذوي البذر أو من العنب السلطاني عديم البذر، ويعتبر العنب الأبيض بأنواعه المختلفة من أفضل أنواع العنب الصالحة لصنع الزبيب، لكونه يمتاز بقشرته الرقيقة ونكهته الجميلة. يشكل 90% من وزن الزبيب السكريات. يجفف العنب في الشمس، أو في الظل بطرق خاصة فيصبح زبيباً.
في المملكة المتحدة وأيرلندا ونيوزيلندا وأستراليا، تُخصص كلمة «زبيب» (raisin) للإشارة إلى العنب الكبير المجفف داكن اللون،  بينما تُستخدم كلمة «سلطاني» (Sultana) للإشارة إلى العنب المجفف ذهبي اللون، أما كلمة «كشمش» (currant) فتستخدم للإشارة إلى عنب الكورنث الاسود المجفف عديم البذور الصغير.

## أنواع الزبيب
تعتمد أصناف الزبيب على نوع العنب المستخدم وهو يُصنع بأحجام وألوان ومتنوعة تشمل الأخضر والأسود والبني والأزرق والأرجواني والأصفر.
- الزبيب العادي: وهو المعروف والمذكور أعلاه.
- زبيب الطعام: أما زبيب الطهي فيؤخذ من أصناف العنب الأقل جودة، ويعامل بماء الرماد والكبريت قبل التجفيف.
- الزبيب البناتي: وهو أعناب صغيرة مجففة، تصنع من صنف ينمو في اليونان منذ سنة 75 بعد الميلاد.

وهناك أنواع أخرى حسب المنشأ:
1/ الزبيب الإيراني.
2/ الزبيب الأمريكي.
3/ الزبيب الشيلي.

## القيمة الغذائية
يمكن أن يحتوي الزبيب على سكريات تصل إلى 72% من وزنه،  ومعظمها من الفركتوز والجلوكوز. يحتوي أيضاً على حوالي 3% بروتين و 3.7% - 6.8% ألياف غذائية. الزبيب مثل البرقوق المجفف والمشمش المجفف غني ببعض مضادات الأكسدة، ولكنه يحتوي على نسبة أقل من فيتامين سي مقارنة بالعنب الطازج. الزبيب يحتوي على كمية منخفضة من الصوديوم ولا يحتوي على الكولسترول.
تشير البيانات المقدمة في الدورة العلمية السنوية للكلية الأمريكية لأمراض القلب الحادية والستين في عام 2012 إلى أنه عند الأفراد الذين يعانون من ارتفاع طفيف في ضغط الدم، قد يؤدي الاستهلاك الروتيني للزبيب (ثلاث مرات في اليوم) إلى خفض ضغط الدم بشكل ملحوظ، مقارنةً بتناول أنواع أخرى شائعة من الوجبات الخفيفة.

## التسمم في الحيوانات الأليفة
لا يُعرف سبب إصابة بعض الكلاب بالفشل الكلوي بعد تناول العنب والزبيب. تشمل أنواع العنب المعنية كلاً من العنب الذي يحتوي على البذور والخالي من البذور والمشترى من المتاجر والمزروع محلياً والعنب المعصور. يشتبه في تورط السموم الفطرية، ولكن لم يتم العثور على أي منها في العنب أو الزبيب الذي ابتلعته الكلاب المصابة. لم تُحدد علاقة الجرعة بالاستجابة،  ولكن دراسة واحدة قدرت أن جرعة الإصابة أكثر أو تساوي 3 جرام/كل يوم جرام من وزن الجسم لكل من العنب أو الزبيب. النتيجة المرضية الأكثر شيوعًا هي «نخر النبيبات الكلوية الدانية» (proximal renal tubular necrosis). في بعض الحالات، تم العثور على تراكم لصبغة بنية ذهبية غير معروفة داخل الخلايا الظهارية الكلوية.

## المحتوى السكري
الزبيب حلو بسبب تركيزه العالي من السكريات (حوالي 30٪ من وزنه فركتوز و 28٪ جلوكوز). يمكن أن تتبلور السكريات داخل الفاكهة عند تخزينها بعد فترة طويلة، مما يجعل الزبيب الجاف رملي القوام، لكن هذا لا يؤثر على قابليته للاستخدام. يمكن إذابة حبيبات السكر عن طريق سلق الفاكهة في ماء ساخن أو سوائل أخرى بشكل سريع.

## إنتاج الزبيب
بلغ الإنتاج العالمي من الزبيب في عام 2016 حوالي 1.2 مليون طن متري، حيث جاءت الولايات المتحدة في المرتبة الأولى بنسبة 24٪ من الإنتاج العالمي.
يتم إنتاج الزبيب تجاريًا عن طريق تجفيف ثمار العنب المحصودة. لكي تجف ثمار العنب، يجب إزالة الماء الموجود داخلها تمامًا من داخل الخلايا على سطح العنب حيث يمكن أن تتبخر قطرات الماء. ومع ذلك، فإن عملية الانتشار هذه صعبة للغاية لأن قشرة العنب تحتوي على شمع، مما يمنع الماء من المرور. بالإضافة إلى ذلك، تتكيف الآليات الفيزيائية والكيميائية الموجودة على الطبقات الخارجية للعنب لمنع فقدان الماء.
تشمل الخطوات الثلاث لإنتاج الزبيب التجاري عمليات المعالجة الأولية والتجفيف وعمليات ما بعد التجفيف.

### المعالجة الأولية
تعتبر المعالجة الأولية خطوة ضرورية في إنتاج الزبيب لضمان زيادة معدل إزالة الماء أثناء عملية التجفيف. زيادة معدل إزالة الماء يقلل من معدل الإسمرار ويساعد على إنتاج زبيب ذو مذاق أفضل. طُورت الطريقة التاريخية لإكمال هذه العملية في مناطق البحر الأبيض المتوسط وآسيا الصغرى باستخدام غموس بارد لمستحلب جاف مصنوع من كربونات البوتاسيوم وإسترات أيثيل الأحماض الدهنية. تبين أن هذا الغموس يزيد من معدل فقدان الماء بمقدار ضعفين إلى ثلاثة أضعاف.
في الآونة الأخيرة، طوّرت طرق جديدة مثل تعريض العنب لمستحلبات الزيت أو المحاليل القلوية المخففة. يمكن أن تشجع هذه الطرق نقل المياه إلى السطح الخارجي للعنب مما يساعد على زيادة كفاءة عملية التجفيف.

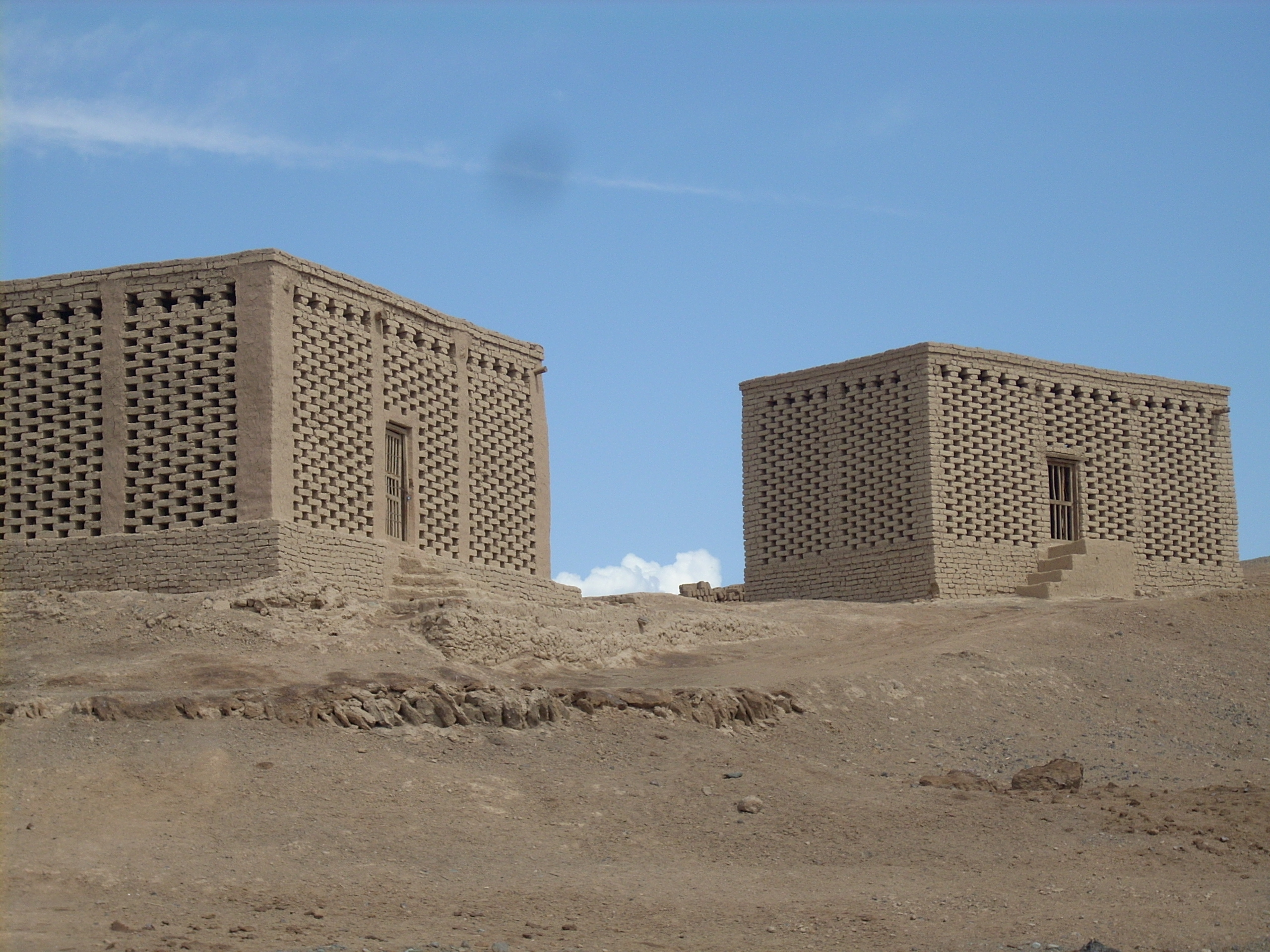
صورة لـسقائف جيدة التهوية تُدعى «جونجة» لتجفيف العنب وتحويله إلى زبيب في مقاطعة سنجان الصينية.

### التجفيف
توجد ثلاثة أنواع من طرق التجفيف هي: التجفيف الشمسي والتجفيف في الظل والتجفيف الميكانيكي. التجفيف الشمسي عملية غير مكلفة؛ ومع ذلك، يمكن أن يحدث تلوث بيئي وعدوى من الحشرات وتفاقم جرثومي وغالبًا ما تكون جودة الزبيب الناتجة منخفضة، بالإضافة إلى ذلك، فإن التجفيف الشمسي هو عملية بطيئة للغاية وقد لا ينتج الزبيب المرغوب فيه. 
يمكن إجراء التجفيف الميكانيكي في بيئة أكثر أمانًا وتحكمًا حيث يتم ضمان التجفيف السريع. أحد أنواع التجفيف الميكانيكي هو استخدام التسخين بالموجات الميكروية (Microwave)، حيث تمتص جزيئات الماء في العنب طاقة الميكروويف مما يؤدي إلى التبخر السريع. غالبًا ما ينتج عن التسخين بالموجات الميكروية زبيبًا منتفخًا.

### عمليات ما بعد التجفيف

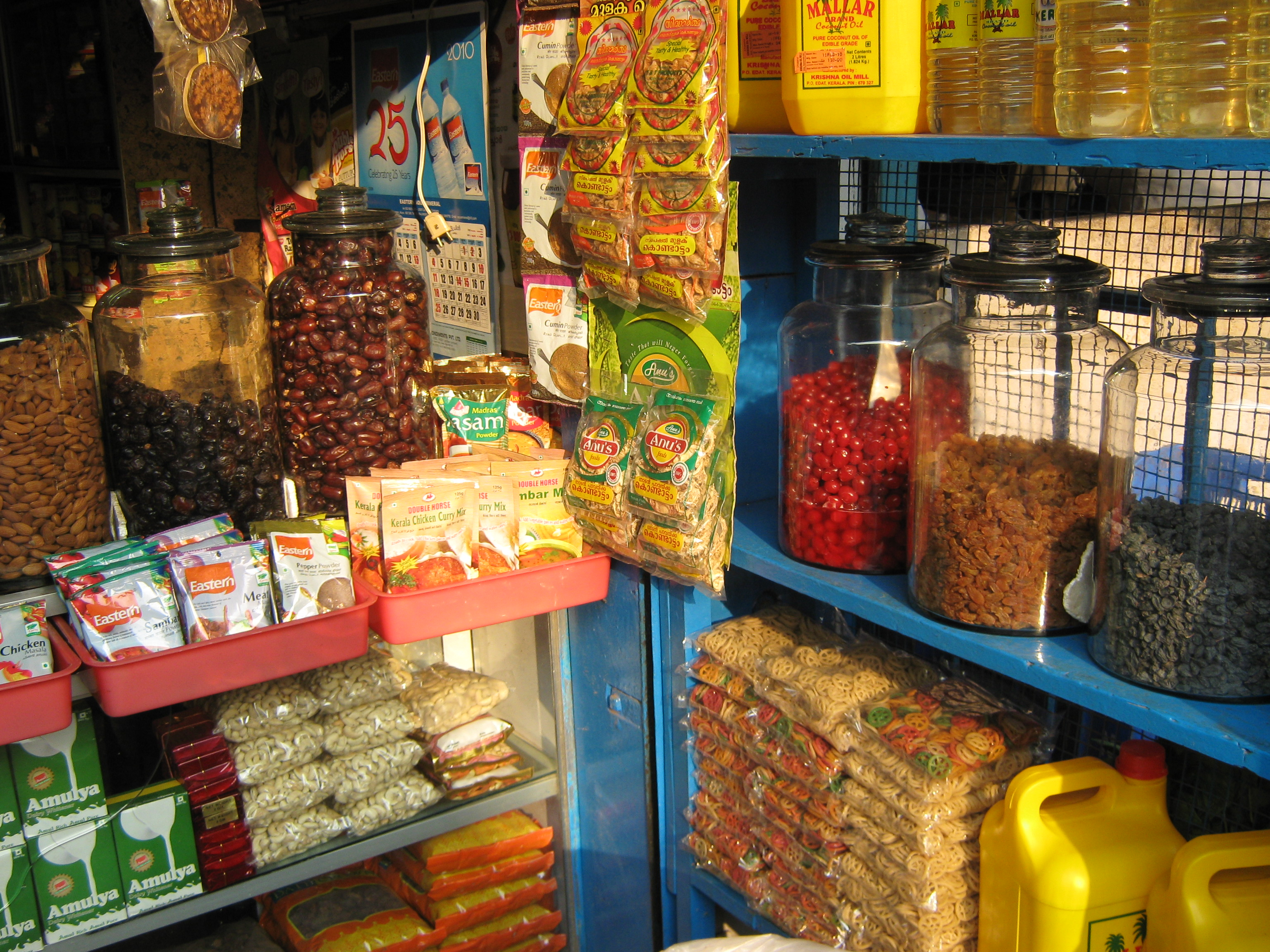
زبيب معروض للبيع في سوق في تاليبارامبا، الهند.

بعد اكتمال عملية التجفيف، يرسل الزبيب إلى مصانع المعالجة حيث يتم تنظيفه بالماء لإزالة أي أجسام غريبة قد تكون مطمورة أثناء عملية التجفيف. تتم أيضًا إزالة السيقان والزبيب الرديء. قد تتسبب عملية الغسيل في تعويض الماء المفقود، لذلك يتم إكمال خطوة تجفيف أخرى بعد الغسيل للتأكد من إزالة الرطوبة المضافة.
جميع خطوات إنتاج الزبيب مهمة جدًا في تحديد جودة الزبيب. في بعض الأحيان، يُطبق ثاني أكسيد الكبريت على الزبيب بعد خطوة المعالجة الأولية وقبل التجفيف لتقليل معدل الإسمرار الناجم عن التفاعل بين أُكسيداز البوليفينول والمركبات الفينولية. يساعد ثاني أكسيد الكبريت أيضًا في الحفاظ على النكهة ومنع فقدان بعض الفيتامينات أثناء عملية التجفيف.

### التغذية والصحة
الزبيب غني بالألياف الغذائية، والكربوهيدرات ذات المؤشر الجلايسيمي المنخفض، والمعادن مثل النحاس والحديد، مع نسبة دهون منخفضة. غالبًا ما يُنصح بالزبيب كوجبة خفيفة للتحكم في الوزن لأنه يساعد في التحكم في الجلوكوز، وحسن أداء الجهاز الهضمي وتنظيم ضغط الدم 
أظهر استبدال الوجبات الخفيفة غير الصحية بالزبيب كعادة غذائية فوائد إيجابية في مرضى السكري من النوع الثاني، بما في ذلك انخفاض ضغط الدم الانبساطي وزيادة مستويات مضادات الأكسدة في البلازما.
قد تقلل مضادات الأكسدة الموجودة في الزبيب اليوناني من خطر الإصابة بالأورام الخبيثة في المعدة والقولون.
يحتوي الزبيب على أعلى تركيزات البورون في الأطعمة المجفف، حيث يحتوي المئة جرام منه على ما يتراوح بين 2 و 3 ملي جرام من البورون. قد يكون البورون مهمًا للحفاظ على صحة العظام والمفاصل. لقد ثبت أنه يضر بتخليق التستوستيرون. وفقًا لدراسة نُشرت في «مجلة الكيمياء الزراعية والغذائية» (Journal of Agricultural and Food Chemistry) فإن الزبيب الذهبي يمتلك قدرة مضادات أكسدة أعلى من الزبيب الأسود المجفف بالشمس.

## مما قيل في الزبيب
- قال الشاعر أبو طالب المأموني في وصف الزبيب الطائفي:

- قال ابن سينا:

الزبيب صديق الكبد والمعدة، والعنب والزبيب بعجمهما - أي كل واحد منها - لأوجاع المعي، والزبيب ينفع الكلى والمثانة.
- قول بعض أهل العلم فيه:

أجود الزبيب ما كبر حجمه وسمن شحمه ولحمه ورق قشره ونزع عجمه وصغر حبه وهو كالعنب المتخذ منه، الحلو حار والحامض قابض بارد والأبيض أشد قبضاً من غيره.